# Ahmed Benchemsi
Ahmed Réda Benchemsi (àrab: أحمد رضا بنشمسي, Aḥmad Riḍā Binxamsī) (19 de maig de 1974) és un periodista marroquí. Ha estat fundador i redactor en cap de les revistes TelQuel i Nichane així com de la publiació Free Arabs, una revista online sobre el món àrab.

## Biografia

### Educació
Benchemsi estudià el batxillerat a Casablanca. Va fer els seus primers estudis universitaris a la Universitat Mohammed V de Rabat, després es va incorporar a la Universitat de Paris 8, en la qual va obtenir un B.A en finances. Després va rebre un M.A en desenvolupament econòmic a la Sorbonne, i un MPhil en ciències polítiques a l'Institut d'Estudis Polítics de París.

### Carrera
Va començar com a reporter i polemista al setmanari marroquí La Vie Economique el 1996. Després de treballar breument com a assessor de comunicació per a un membre del gabinet, va ser redactor en cap de la revista Téléplus el 1999. Després de la mort del rei Hassan II va ser corresponsal al Marroc per a la revista Jeune Afrique. A l'octubre de 2001, va fundar TelQuel, una revista setmanal de notícies de la qual es va convertir en editor i redactor. Sota la línia editorial «El Marroc com és», TelQuel cobreix la monarquia, la política, els negocis i la cultura i advoca per la democràcia, el secularisme i les llibertats individuals. El seva línia independent i liberal l'ha fet des dels seus inicis un crític ferm tant del Makhzen (sistema monàrquic autocràtic) com dels islamistes. Ha estat atacat fortament per ambdós. El 2005 TelQuel va esdevenir el setmanari més llegit al Marroc.
En 2006 Benchemsi va fundar Nichane, la versió àrab de TelQuel, defensant els mateixos valors i línia editorial. El 2008 Nichane es va convertir en el setmanari àrab més llegit al Marroc. En octubre de 2010, després de 4 anys de confrontació amb les autoritats (vegeu la secció "registre legal") Benchemsi va ser forçat a tancar Nichane, que era en fallida com a conseqüència d'una campanya de boicot publicitari des de feia temps, orquestrada per empreses properes al palau reial.
En desembre de 2010 va deixar TelQuel (per tal de salvar-lo de seguir el mateix camí de Nichane, creuen els observadors) va deixar Marroc i marxà als Estats Units.
Des de gener de 2011 és investigador en ciències polítiques a la Universitat Stanford i escriptor d'opinions internacionals per a publicacions com Le Monde, Time i The Guardian.

## Punts de vista
Els editorials de Benchemsi sovint han generat controvèrsia al Marroc. La seva propensió a interpel·lar al rei Mohammed VI, sobretot en un editorial titulat La parla i el procediment, li han valgut severes crítiques dels conservadors oficialistes. També ha estat criticat repetidament per fer articles de portada «sensacionalistes». El sou del Rei, Marroquins, com feu l'amor?, Els jueus en nosaltres, I si el cànnabis és legalitzat i Ja n'hi ha prou! són alguns dels més controvertits. Apassionat defensor de la secularització i les llibertats individuals, sovint s'ha enfrontat als islamistes marroquins, principalment als editors d'Attajdid, el diari portaveu de l'islamista Partit de la Justícia i el Desenvolupament. Defensor del dàrija, llengua vernacla marroquina barreja d'àrab, tamazight (berber) i llengües europees, ha defensat incansablement el seu reconeixement com a llengua nacional del Marroc. Nichane és escrit parcialment en dàrija.

## Registre legal
La línia editorial de TelQuel va posar Benchemsi en problemes amb les autoritats del Marroc, que el va processar en repetides ocasions en el qual Reporters Sense Fronteres ha qualificat com a «assetjament judicial». En desembre de 2006, després d'un article de portada titulat Com els marroquins fan broma sobre religió, sexe i política, Nichane fou prohibit per decisió del primer ministre Driss Jettou. mentre que Benchemsi i els editors de Nichane rebien tant amenaces de mort com cartes de suport d'arreu del món, l'aleshores redactor en cap i autor del controvertit article foren demandats pel govern per «ofendre l'islam». Ambdós foren condemnats a 3 anys de presó suspesa.
L'agost de 2007 Benchemsi va ser interrogat durant 2 dies sota custòdia per un dels seus editorials. 100,000 còpies de TelQuel i Nichane foren confiscades i destruïdes per forces de la policia. Benchemsi fou demandat per «falta de respecte al rei», que al Marroc és castigat amb 5 anys de presó. Un any més tard, es va ajornar el judici sense veredicte. En agost de 2009, 100,000 còpies de TelQuel i Nichane foren novament confiscades i destruïdes per la policia, aquesta vegada per haver publicat un sondeig d'opinió sobre el suport públic al rei Mohammed, realitzat conjuntament amb el diari francès Le Monde. «El rei està per sobre de les votacions», va dir el portaveu del govern abans d'escriure una violenta columna d'opinió contra els dos setmanaris. En 2010 el mateix funcionari que també és ministre d'informació, va signar una vehement Carta oberta a Ahmed Benchemsi.

## Premis i reconeixements
El 1996, amb tan sols 22 anys, va rebre a Casablanca, el Premi d'investigació històrica, atorgat pel sindicat de periodistes del Marroc.
En 2005 va rebre a Brussel·les el Premi de periodisme Lorenzo Natali, atorgat per la Comissió Europea als «periodistes que contribueixen a la causa de la democràcia».
En 2007 va rebre a Beirut el Premi Samir Kassir per la Llibertat de Premsa, concedit per la Unió Europea.
Sota la supervisió de Benchemsi, molts periodistes de TelQuel i Nichane van rebre premis internacionals, en particular els premis RFI-Reporters sense fronteres i el premi Premsa Ara. Benchemsi ha obtingut beques de Newsweek i Los Angeles Times.
També ha donat conferències a l'Orient Mitjà, Europa, Estats Units i l'Índia sobre la llibertat d'expressió al Marroc, i sobre l'islam i el secularisme.